# یاسوشی یوشیدا
یاسوشی یوشیدا (انگلیسی: Yasushi Yoshida؛ زادهٔ ۹ اوت ۱۹۶۰) بازیکن فوتبال اهل ژاپن است.
از باشگاه‌هایی که در آن بازی کرده‌است می‌توان به باشگاه فوتبال اوراوا رد دیاموندز اشاره کرد.